# Saint-Germain-des-Grois
 Saint-Germain-des-Grois  es una población y comuna francesa, situada en la región de Baja Normandía, departamento de Orne, en el distrito de Mortagne-au-Perche y cantón de Rémalard.

## Demografía
| 250 | 232 | 193 | 181 | 202 | 196 |
| Para los censos de 1962 a 1999 la población legal corresponde a la población sin duplicidades (Fuente: INSEE [Consultar]) |     |     |     |     |     |